# Callichirus islagrande
Callichirus islagrande är en kräftdjursart som först beskrevs av Schmitt 1935.  Callichirus islagrande ingår i släktet Callichirus och familjen Callianassidae. Inga underarter finns listade i Catalogue of Life.